# أنطونيو ريكيلمي
أنطونيو ريكيلمي (بالإسبانية: Antonio García-Riquelme Salvador)‏ هو ممثل إسباني، ولد في 9 سبتمبر 1894 في مدريد في إسبانيا، وتوفي بنفس المكان في 20 مارس 1968.

## وصلات خارجية
- أنطونيو ريكيلمي على موقع IMDb (الإنجليزية)
- أنطونيو ريكيلمي على موقع قاعدة بيانات الفيلم (الإنجليزية)